# مگس‌های لنگ‌دراز
مگس‌های لنگ‌دراز (نام علمی: Micropezidae) نام یک تیره از راسته مگس است.